# Levitunturi
Levitunturi är ett berg i Finland. Det ligger i Kittilä kommun i landskapet Lappland, i den norra delen av landet, 800 km norr om huvudstaden Helsingfors. Toppen på Levitunturi är 528 meter över havet.
Terrängen runt Levitunturi är platt österut, men västerut är den kuperad.  Trakten runt Levitunturi är nära nog obefolkad, med mindre än två invånare per kvadratkilometer.